# Лабази
Лаба́зи (рос. Лабазы) — село у складі Курманаєвського району Оренбурзької області, Росія.

## Населення
Населення — 1596 осіб (2010; 1640 у 2002).
Національний склад (станом на 2002 рік):
- росіяни — 93 %